# Крістоф Оффенштейн
Крісто́ф Оффенште́йн (фр. Christophe Offenstein; нар. березень, 1962, Фонтене-о-Роз, деп. О-де-Сен, Франція) — французький кінорежисер та кінооператор.

## Біографія
Крістоф Оффенштейн народився у березні 1962 року в Фонтене-о-Роз (деп. О-де-Сен у Франції). Кар'єру в кіно він починав, працюючи електриком і освітлювачем, згодом як оператор і, нарешті, кінорежисер.
Крістоф Оффенштейн постійно співпрацює з такими режисерами, як Ґійом Кане, Жаном-Полем Рувом та Ґійомом Ніклу.
У 2007 році Крістоф Оффенштейн вперше був номінований на кінопремію «Сезар» за найкращу операторську роботу у фільмі Ґійома Кане «Не кажи нікому», який отримав серед іншого нагороду за найкращу режисуру. У 2016 році Оффенштейн отримав «Сезара» «Найкращий оператор» стрічки Гійома Ніклу «Долина любові».

## Фільмографія (вибіркова)
Оператор (повнометражні фільми)
| Рік  |    | Назва українською              | Оригінальна назва                  | Режисер             |
| ---- | -- | ------------------------------ | ---------------------------------- | ------------------- |
| 2002 |    | Як скажеш                      | Mon idole                          | Ґійом Кане          |
| 2004 |    | Велика роль                    | Le grand rôle                      | Стів Суїсса         |
| 2004 |    | До вечора                      | À ce soir                          | Лор Дютійєль        |
| 2004 |    | Було дуже приємно              | Tout le plaisir est pour moi       | Ізабель Бруї        |
| 2005 |    | Кавалькада                     | Cavalcade                          | Стів Суїсса         |
| 2005 |    | Еді                            | Edy                                | Стефан Гуерін-Тіллі |
| 2006 |    | Не кажи нікому                 | Ne le dis à personne               | Гійом Кане          |
| 2007 |    | Справжні вихідні               | Pur week-end                       | Олів'є Доран        |
| 2007 |    | Ключ                           | La clef                            | Гійом Ніклу         |
| 2008 |    | Без зла, без крові, без ствола | Sans arme, ni haine, ni violence   | Жан-Поль Рув        |
| 2008 |    | На старт, увага, пішли!        | Passe-passe                        | Тоні Маршалл        |
| 2009 | c  | Чорний люкс                    | Suite noire                        |                     |
| 2009 |    | Свистун                        | Le siffleur                        | Філіп Лефевр        |
| 2010 | тф | Студентка за викликом          | Mes chères études                  | Еммануель Берко     |
| 2010 |    | Маленькі секрети               | Les petits mouchoirs               | Гійом Кане          |
| 2010 |    | Шинка залишилася?              | Il reste du jambon?                | Енн де Петріні      |
| 2010 |    | Вільний обмін                  | Libre échange                      | Серж Гіскуїр        |
| 2011 |    | І куди ми тепер?               | Et maintenant on va où?            | Надін Лабакі        |
| 2012 |    | Коли я виросту маленьким       | Quand je serai petit               | Жан-Поль Рув        |
| 2013 |    | Кукі                           | Cookie                             | Леа Фазер           |
| 2013 |    | Кровні узи                     | Blood Ties                         | Гійом Кане          |
| 2014 |    | Викрадення Мішеля Вельбека     | L'enlèvement de Michel Houellebecq | Гійом Ніклу         |
| 2015 |    | Спогади                        | Les souvenirs                      | Жан-Поль Рув        |
| 2015 |    | Долина любові                  | Valley of Love                     | Ґійом Ніклу         |
| 2016 |    | Кінець                         | The End                            | Ґійом Ніклу         |
| 2017 |    | Рок-н-рол                      | Rock'n Roll                        | Гійом Кане          |

Режисер
- 2000 : Боже мій / Oh My Good (короткометражний)
- 2013 : Одинак / En solitaire
- 2015 : Як далеко / Comment c'est loin (співрежисер з Орелсаном)

## Визнання та нагороди
| Рік                                | Категорія                    | Номінант       | Результат |
| ---------------------------------- | ---------------------------- | -------------- | --------- |
| Премія «Сезар»                     |                              |                |           |
| 2007                               | Найкраща операторська робота | Не кажи нікому | Номінація |
| 2014                               | Найкращий дебютний фільм     | Одинак         | Номінація |
| 2016                               | Найкраща операторська робота | Долина любові  | Перемога  |
| Міжнародний кінофестиваль в Хіхоні |                              |                |           |
| 2014                               | Приз глядацьким симпатій     | Одинак         | Перемога  |
| Премія «Люм'єр»                    |                              |                |           |
| 2014                               | Найкращий дебютний фільм     | Одинак         | Номінація |